# M25 (motorvej)
M25 er en motorvej som går omkring London i England. Med en længde på omkring 188 km er den en af verdens længste ringveje, og Europas næstlængste.
Den har for det meste tre baner i hver køreretning, med nogen mindre strækninger med to eller fire i hver retning. Med omkring 200.000 køretøjer i døgnet regnes den som Europas travleste motorvej. Der har været en enorm øgning i antal trafikanter; i 1987 anslog man at det var omkring 100.000 køretøjer i døgnet.
M25 er ikke en afsluttet ringvej, da man mellem Thurrock og Dartford må køre A282 over Themsen, mens man ved Sevenoaks må køre M26 og M20 et stykke for at komme omkring byen. Når man kommer nordfra går M25 lige over i A21, som går til Hastings.
Tanken om en ringvej omkring London blev introduceret tidligt i det 20. århundrede. I 1937 kom den første konkrete plan, og i 1945 blev der foreslået fem separate veje omkring hovedstaden. Dette blev reduceret til to ringe, M25 (oprindelig tænkt som M16) og den mindre indre ring som skulle blive M15 men som fortsat er A406.
Vejen blev konstrueret i etaper fra 1975 til 1985. Man konstruerede først etaper hvor der var størst problemer med trafikken, og hvor man havde fået accept fra lokale myndigheder. Den blev officielt åbnet i oktober 1986 af daværende premierminister Margaret Thatcher, da mellem London Colney og South Mimms.
M25 er plaget af hyppig kødannelse. Dette blev forudset før vejen åbnede, og Thatcher kritiserede i sin åbningstale over de som "klager". Kritikerne fik ret, og vejen er bl.a. blevet omtalt som "verdens største parkeringsplads". Den har inspireret sanger som Chris Reas "Road to Hell", og i Terry Pratchett og Neil Gaimans bog Good Omens beskrives den spøgefuldt som det største eksempel på Satans indflydelse på jorden.
Dele af vejen er blevet udstyret med et eksperimentelt trafikkontrolsystem kaldt MIDAS (Motorway Incident Detection and Automatic Signalling). Systemet er baseret på at en række trafik- og vejrsensorer, fartskameraer og variable hastighedsskilt skal kunne reducere kødannelse med minimal menneskelig indblanding. Forholdene har forbedret sig på strækningen hvor systemet er indført, og det planlægges at indføre det på hele M25 over tid[kilde mangler]